# Lukeži
Lukeži su naselje u Hrvatskoj u općini Jelenju. Nalaze se u Primorsko-goranskoj županiji.

## Zemljopis
Nalazi se na istočnoj oblia rijeke Rječine. Jugozapadno preko rijeke je Lopača, jugozapadno su Drastin, Valići i Ilovik, sjeveroistočno su Dražice, sjeverno je Jelenje, sjeverozapadno su Ratulje, Martinovo Selo, Lubarska, Baštijani, Milaši i Brnelići.

## Stanovništvo
| broj stanovnika | 270   | 195   | 214   | 257   | 289   | 299   | 267   | 306   | 276   | 266   | 276   | 269   | 241   | 204   | 181   | 193   | 148   |
|                 | 1857. | 1869. | 1880. | 1890. | 1900. | 1910. | 1921. | 1931. | 1948. | 1953. | 1961. | 1971. | 1981. | 1991. | 2001. | 2011. | 2021. |